# Lycaneptia amicta
Lycaneptia amicta är en skalbaggsart som först beskrevs av Johann Christoph Friedrich Klug 1825.  Lycaneptia amicta ingår i släktet Lycaneptia och familjen långhorningar. Inga underarter finns listade i Catalogue of Life.